# Biemna ehrenbergi
Biemna ehrenbergi är en svampdjursart som först beskrevs av Keller 1889.  Biemna ehrenbergi ingår i släktet Biemna och familjen Desmacellidae.
Artens utbredningsområde är Eritrea. Inga underarter finns listade i Catalogue of Life.